# Санчес, Бенхамин
Бенхамин Санчес Бермехо (исп. Benjamín Sánchez Bermejo; род. 10 марта 1985, Сьеса, Мурсия) — испанский легкоатлет, специалист по спортивной ходьбе. Выступал за сборную Испании по лёгкой атлетике в 2000-х и 2010-х годах, победитель Кубков мира и Европы в командном зачёте, победитель и призёр первенств национального значения, участник двух летних Олимпийских игр.

## Биография
Бенхамин Санчес родился 10 марта 1985 года в городе Сьеса, автономное сообщество Мурсия.
Впервые заявил о себе в лёгкой атлетике на международном уровне в сезоне 2001 года, когда вошёл в состав испанской национальной сборной и выступил на юношеском мировом первенстве в Дебрецене, где в ходьбе на 10 000 метров стал девятым.
В 2002 году в той же дисциплине занял 12-е место на юниорском мировом первенстве в Кингстоне.
В 2003 году на Кубке Европы по спортивной ходьбе в Чебоксарах закрыл десятку сильнейших в гонке юниоров на 10 км и получил серебро командного зачёта. Также в этом сезоне был пятым в ходьбе на 10 000 метров на юниорском европейском первенстве в Тампере.
На Кубке мира 2004 года в Наумбурге взял бронзу в личном зачёте юниорской гонки на 10 км. На юниорском мировом первенстве в Гроссето в дисциплине 10 000 метров пришёл к финишу восьмым.
В 2005 году на Кубке Европы в Мишкольце занял 17-е место в личном зачёте 20 км и тем самым помог своим соотечественникам выиграть серебряные медали командного зачёта. Помимо этого, в той же дисциплине стал серебряным призёром на молодёжном европейском первенстве в Эрфурте, уступив здесь только россиянину Игорю Ерохину. Будучи студентом, представлял Испанию на Универсиаде в Измире, где финишировал десятым.
На домашнем Кубке мира 2006 года в Ла-Корунье стал двадцатым в личном зачёте 20 км и выиграл командный зачёт. На чемпионате Европы в Гётеборге занял 13-е место.
В 2007 году на Кубке Европы в Ройал-Лемингтон-Спа показал 13-й результат на 20 км, став бронзовым призёром командного зачёта. На молодёжном европейском первенстве в Дебрецене сошёл с дистанции, тогда как на чемпионате мира в Осаке занял 23-е место.
В 2008 году на Кубке мира в Чебоксарах с личным рекордом 1:20:48 пришёл к финишу 13-м, получив серебро командного зачёта. Благодаря череде удачных выступлений удостоился права защищать честь страны на летних Олимпийских играх в Пекине — в программе ходьбы на 20 км показал результат 1:21:38, расположившись в итоговом протоколе соревнований на 13-й строке.
На Кубке Европы 2009 года в Меце сошёл, при этом испанские ходоки всё равно стали серебряными призёрами в командном зачёте 20 км.
На Кубке мира 2010 года в Чиуауа занял 21-е место.
В 2011 году на Кубке Европы в Ольяне — бронзовый призёр в личном зачёте 20 км и победитель командного зачёта.
В 2012 году занял 35-е место на Кубке мира в Саранске. На Олимпийских играх в Лондоне стартовал в непривычной для себя дисциплине 50 км — показал время 4:14:40, с которым расположился на 49-й позиции.
На Кубке Европы 2013 года в Дудинце не финишировал.
На Кубке мира 2014 года в Тайцане занял в ходьбе на 20 км лишь 82-е место.
В 2015 году в дисциплине 50 км закрыл десятку сильнейших на домашнем Кубке Европы в Мурсии, стартовал на чемпионате мира в Пекине.
В 2016 году на впервые проводившемся командном чемпионате мира по спортивной ходьбе в Риме занял в ходьбе на 20 км 56-е место.
На Кубке Европы 2017 года в Подебрадах сошёл с дистанции в 50 км, при этом команда удостоилась бронзовой награды.
На Кубке Европы 2019 года в Алитусе занял 26-е место в личном зачёте 50 км и стал серебряным призёром командного зачёта.